# The Long Hard Road Out of Hell
La dura y larga carretera fuera del infierno es la autobiografía de Marilyn Manson, líder de la banda de rock americana Marilyn Manson. El libro salió a la venta el 14 de febrero de 1998 y escrito con la ayuda de Neil Strauss de la revista Rolling Stone.
El libro detalla la vida de Manson desde niño , nacido como Brian Hugh Warner, hasta los momentos de su controversial gira Muerte al mundo Tour Además detalla los fetiches sexuales de su abuelo' (incluyendo la bestialidad y el sadomasoquismo) influencia en su desarrollo tanto del personaje de Marilyn Manson y como de Spooky Kids hasta la grabación de Antichrist Superstar. Las últimas páginas hablan acerca de las aventuras de la banda durante sus giras, documentando lo que pasa detrás de los escenarios y las diferentes reacciones de la gente. El libro incluye muchas referencias acerca de su vida en las drogas, sexo y relaciones amorosas disfuncionales lo que atribuye como causa a su estado actual. También presenta sus trabajos como periodista, incluyendo un artículo acerca de dominatrix, entrevista que el realizó para 25th Parallel.
La autobiografía también describe profundamente la rotura o salida de los miembros de la banda. Sigue a varios miembros que después de ser amigos y convertirse en músicos de la banda pasaron a vivir enfadados y con unas vidas amargadas, algunos miembros incluso repudiaron y detestaron la forma tan mal en la que fueron separados del grupo hasta el punto en que Manson llegó a ser demandado por estos mismos.
Junto con el libro hay numerosas fotografías de las cuales algunas son muy familiares para seguidores o fanes por mucho tiempo de Manson, con las páginas centrales del libro incluyendo todo desde Slasher Girls hasta la actuación de Manson en el vídeo  "Antichrist Superstar" con una Biblia en su mano. El libro incorpora ilustraciones de una edición de dominio público de Gris Anatomía, originalmente dibujado por Henry Vandyke Carter.  Por ejemplo, el ribcage en la imagen de cubierta (cuál también aparece en el liner obra de arte de nota para Antichrist Superstar) está tomado de Gris Figura 115. También esparcido durante las páginas son documentos de tales cosas como novias, los documentos legales de reclamaciones hicieron por la Asociación Familiar americana sobre sus espectáculos que estuvo probado para ser falso, e hitos de banda, al más raros, como Manson con Anton Szandor LaVey.